# 삼은초등학교
삼은초등학교는 대한민국 충청남도 천안시 서북구에 있는 공립 초등학교이다.

## 학교 연혁
- 1973년 3월 27일: 개교
- 2005년 3월 1일: 병설유치원 개원
- 2006년 9월 1일: 소망초등학교 분리
- 2018년 2월 8일: 제45회 65명 졸업
- 2018년 3월 1일: 22학급(특수 1학급) 편성, 병설유치원 2학급
- 2019년 1월 9일: 제46회 65명 졸업
- 2019년 3월 4일: 25학급(특수 1학급) 편성, 병설유치원 2학급
- 2023년 3월 27일: 개교 50주년

## 참고 자료
- 삼은초등학교 - 한국교육학술정보원 학교알리미